# Rote Gitarren
Rote Gitarren – album zespołu Czerwone Gitary wydany w 1978 w NRD, nakładem wytwórni Amiga.

## Lista utworów
| Strona A | Strona A                   | Strona A |
| Nr       | Tytuł utworu               | Długość  |
| -------- | -------------------------- | -------- |
| 1.       | „Weißes Boot”              | 3:05     |
| 2.       | „Draußen bei den Weiden”   | 2:42     |
| 3.       | „Hochzeit”                 | 2:39     |
| 4.       | „Wir ziehen weiter”        | 3:50     |
| 5.       | „Ein guter Tag”            | 2:50     |
| 6.       | „Auf dem Dach dieser Welt” | 4:28     |
|          |                            | 19:34    |

| Strona B | Strona B               | Strona B |
| Nr       | Tytuł utworu           | Długość  |
| -------- | ---------------------- | -------- |
| 1.       | „Sie heißt Anna”       | 5:00     |
| 2.       | „Weißt du noch”        | 2:37     |
| 3.       | „Kuchen auf den Tisch” | 2:55     |
| 4.       | „Schon ein Jahr”       | 3:10     |
| 5.       | „Das ist ein Tag”      | 4:00     |
| 6.       | „Purpurrote Segel”     | 2:30     |
|          |                        | 20:12    |

## Twórcy[1]
- Bernard Dornowski – gitara, śpiew
- Seweryn Krajewski – gitara, instrumenty klawiszowe, pianino, śpiew
- Jan Pospieszalski – gitara basowa, kontrabas
- Jerzy Skrzypczyk – perkusja, śpiew